# دادگاه مسند قضای پادشاهی (انگلستان)
دادگاه مسند قضای پادشاهی (به انگلیسی: Court of King's Bench)که به‌طور رسمی به عنوان دادگاه پادشاه در برابر پادشاه شناخته می‌شود، یک دادگاه حقوقی در سیستم حقوقی انگلستان بود. این دادگاه از اواخر قرن دوازدهم تا اوایل قرن سیزدهم همراه پادشاه در سفرهایش بود و در سال ۱۳۱۸ به داگاه‌های عمومی و خزانه داری مستقر در وست وینستر ملحق شد. آخرین بار در سال ۱۴۲۱ بود که این دادگاه در یکی از سفرهای پادشاه همراه وی بود و در نهایت با قانون دیوان عالی دادگستری در سال ۱۸۷۳ میلادی تبدیل به قسمتی از دادگاه‌های عالی شد. این شعبه متشکل از یک رئیس شعبه (همکنون لرد رئیس دادگاه انگلستان و ولز) و سه دادرس بود.
در قرون ۱۵ و ۱۶ میلادی، صلاحیت رسیدگی این دادگاه به‌طور قابل توجهی به دلیل ظهور دادگاه‌های کامن لا و انصاف به عنوان یکی از دو دادگاه اصلی قانونی به چالش کشیده شد. در این راستا، این دادگاه طرحی متشکل از اصلاحات انقلابی را اجراء کرد، و انواع کم‌هزینه‌تر، سریع‌تر و کارآ تر از درخواست‌ها را در قالب جدیدی موسوم به ریت (Writ به معنی نوشته) ایجاد کرد که اگرچه فوراً موج حملات علیه این دادگاه را متوقف نکرد، اما بهاین دادگاه کمک کرد تا در درازمدت عملکرد خود را بهبود دهد و حجم پرومده‌های مطروحه را افزایش دهد.

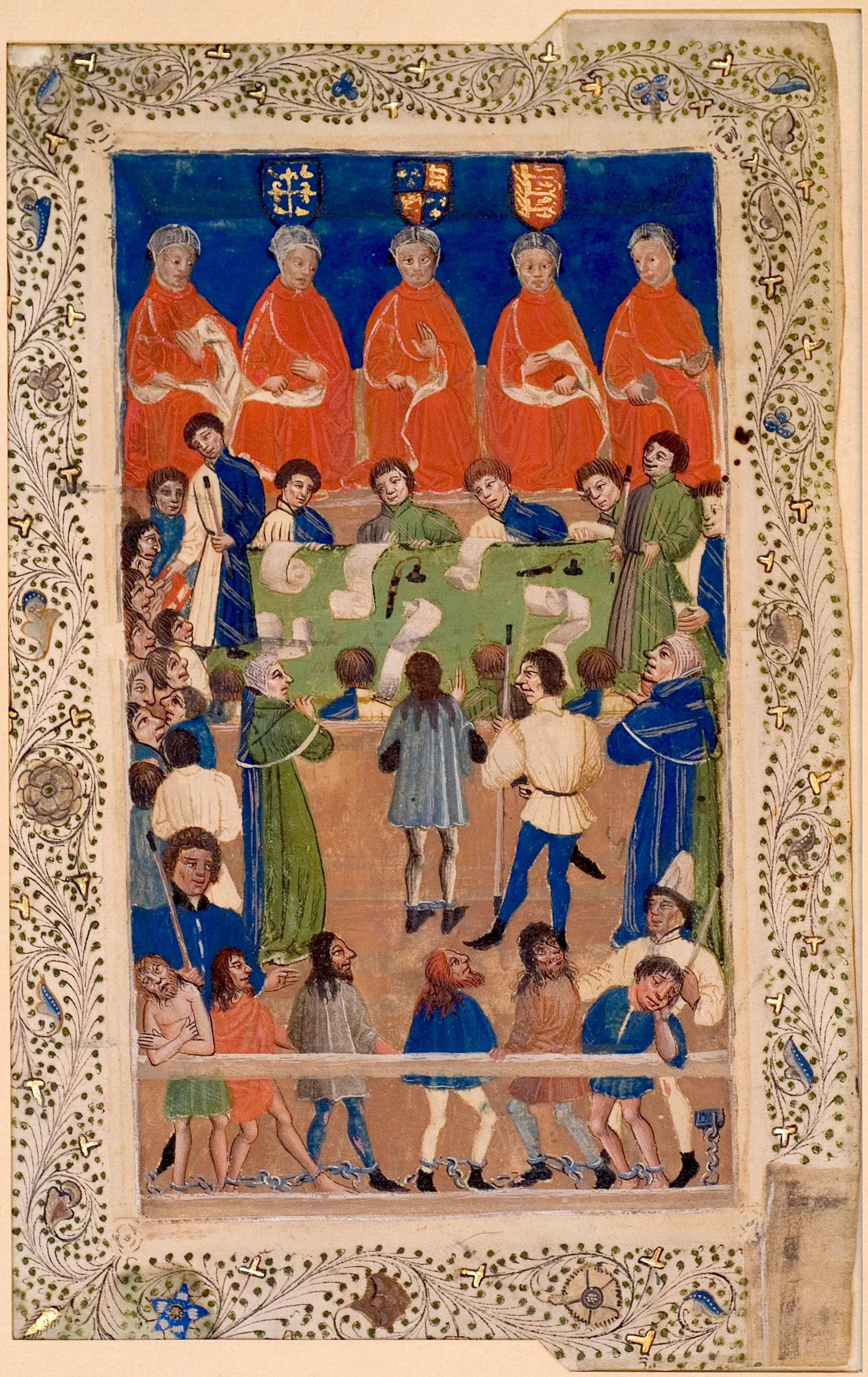
دادگاه مسند قضای پادشاهی در حین رسیدگی

از سال۱۴۶۰ تا ۱۵۴۰ میلادی از حجم تجارت کاسته شد. با شروع اصلاحات جدید، دعاوی دادگاه پادشاهی به شکل قابل توجهی افزایش یافت. بین سال‌های ۱۵۶۰ تا ۱۶۴۰ میلادی، دعاوی مطروحه در این دادگاه تا ده برابر افزایش یافت. دادگاه‌های عمومی کامن لا نسبت به تحولات جدید نگرش مثبتی نداشتند، زیرا این روند را به ضرر خود می‌دیدند و به‌طور فزاینده ای محافظه کارانه سعی در مقابله با این دادگاه داشتند، سرانجام در قرن هفدهم این تنش‌ها در سال ۱۸۷۳ با ادغام محاکم به پایان رسید.
صلاحیت دادگاه در ابتدا طیف وسیعی از موضوعات کیفری، هرگونه تجارتی که توسط دادگاه‌های دیگر قابل رسیدگی نبود و هر پرونده مربوط به پادشاه را پوشش می‌داد. تا سال ۱۸۳۰ میلادی، دادگاه مسند قضای پادشاهی به عنوان دادگاه تجدید نظر نسبت به آراء دادگاه خزانه داری و محاکم انصاف عمل می‌کرد و پارلمان را ملزم می‌کرد تا تصمیمات خود را امضا کند. از سال ۱۵۸۵ میلادی، دادگاه دیگری برای تجدید نظر از تصمیمات این دادگاه ایجاد شد.

## ریشه‌ها
در اصل، «دادگاه» کوریا رژیس، یکی از سه نهاد اداری مرکزی بود که دیوان عالی کشور از آن تشکیل شد. این دادگاه در واقع همان دربار پادشاه بود که متشکل از مشاوران و درباریان بود که شاه را هنگام سفر در سراسر کشور دنبال می‌کردند. این محکمه نوعی دادگاه حقوقی اختصاصی نبود، بلکه متشکل از نوادگان ویتناگمونت بود. همراه با این درباریان مشاورین حقوقی نیز بودند که به ایشان مشورت می‌دادند و در سراسر کشور عدالت را اجرا می‌کردند و در زمان‌های مشخصی در مسیرهای ثابت فعالیت می‌کردند. این مشاوران (قضات) نیز بعد مدتی عضو دادگاه بودند و از طرف پادشاه به دعاوی رسیدگی می‌کردند.
از آنجا که این «محکمه» با پادشاه در سفر همراه بودند، مشکلاتی در اجرای عدالت ایجاد شد. اگر پادشاه از کشور خارج می‌شد، یا همان‌طور که ریچارد اول بیشتر دوران پادشاهی خود را در خارج از کشور گذراند، دادگاه او را همراهی می‌کرد. برای رفع این مشکل، یک «مجتمع» مرکزی تأسیس شد، که از محاکم کامن لا و محاکم انصاف جدا شد و در منشور کبیر به رسمیت شناخته شد. به این ترتیب که دعاوی رایج در «محلی ثابت» قابل استماع باشد. «کوریا» که همراه پادشاه بود و دعاوی عمومی که در وستمینستر مستقر بودند. «کوریا» در نهایت به عنوان دادگاه مسند قضای پادشاهی به رسمیت شناخته شد، و خود پادشاه می‌بایست در دربار مستقر شود.